# Petro Oros
Petro Pawlo Oros (Ukrainisch: Петро Павло Орос, Ungarisch: Orosz Péter Pál; * 14. Juli 1917 – 27. August 1953) war ein griechisch-katholischer Weihbischof der griechisch-katholischen Eparchie Mukatschewe, der von einem Kommunistischen Polizeibeamten ermordet wurde.

## Leben
Oros wurde 1917 in Biri im heutigen Ungarn geboren. Sein Vater war griechisch-katholischer Priester, starb aber bereits, als Oros zwei Jahre alt war. Ab dem Alter von neun Jahren war er Vollwaise. Zwischen 1937 und 1942 studierte er im Priesterseminar Uschhorod. Am 26. Juni 1942 wurde er zum Priester geweiht und bereits am 19. Dezember 1944 heimlich als Weihbischof für die Eparchie zum Bischof geweiht. Konsekrator war der Sl. Theodor Romscha, die Weihe fand ohne Ko-Konsekratoren statt. Alle geheimen Weihen der Eparchie (sechs zwischen 1944 und 1991) wurden 1991 vom Hl. Stuhl anerkannt.
Am 27. August wurde er auf dem Heimweg von einem Pastoralbesuch am Bahnhof von Siltse von einem kommunistischen Polizeibeamten ermordet. Vor seinem Tod war es ihm noch möglich, zu kommunizieren, da er konsekrierte Hostien bei sich trug.
Sein Leichnam wurde auf Polizeigelände bestattet und erst 1992 umgebettet.

## Verehrung
Papst Franziskus erkannte das Martyrium von Oros am 5. August 2022 an. Seine Seligsprechung war für den 3. Mai 2025 geplant, verschob sich aber aufgrund des Todes des Pontifex auf den 27. September 2025 und wird von Kardinal Grzegorz Ryś durchgeführt werden.